# Échangeur de Marquain
L'échangeur de Marquain est un échangeur entre l'A8 (E42) et l’A17 (E403). Celui-ci se trouve à Marquain et forme un des échangeurs les plus importants de Tournai. L’échangeur est en trèfle mais seules trois branches sont utilisées par des autoroutes. La branche sud débouchant sur un rond-point, permet l'accès à la zone industrielle de Tournai-Ouest. Les trois directions vont, en partant de l'ouest, vers Lille, Bruges et Bruxelles.